# Paulinum lineatum
Paulinum lineatum is een hydroïdpoliep uit de familie Capitata incertae sedis. De poliep komt uit het geslacht Paulinum. Paulinum lineatum werd in 1998 voor het eerst wetenschappelijk beschreven door Brinckmann-Voss & Arai. 